# Badia Fiesolana
L'abbaye San Bartolomeo, plus connue sous le nom de Badia Fiesolana, est une église catholique située à l'extérieur de la commune de Fiesole, dans la localité de San Domenico, dans la ville métropolitaine de Florence et le diocèse de Fiesole.
« Badia » est une contraction populaire du mot « abbaye ». À Florence et dans ses environs, il y a eu cinq abbayes, situées aux points cardinaux de la ville : Badia Fiesolana au nord, Badia a Settimo à l'ouest, la basilique San Miniato al Monte au sud, Badia a Ripoli à l'est et Badia Fiorentina au centre.

## Histoire
En 1025-1028, un monastère (ou comme son nom l'indique une abbaye) dédié à saint Barthélemy est construit à l'endroit où se dressait autrefois un oratoire dédié aux saints Pierre et Romulus de Fiesole. Entre 1456 et 1467, le complexe prend son état actuel.

## Description

### Extérieur
La façade de l'église, qui surplombe le grand parvis, apparaît en grande partie inachevée. Dans sa partie inférieure, au niveau du portail, la belle façade romane est conservée, entièrement réalisée en marbre blanc et en serpentine de Figline di Prato. Elle est divisée en deux niveaux par une corniche : au niveau inférieur se trouvent trois  arcs en plein cintre soutenus par des colonnes, le portail étant situé dans l'arc central ; au niveau supérieur, les trois fenêtres sont de forme rectangulaire.

### Intérieur

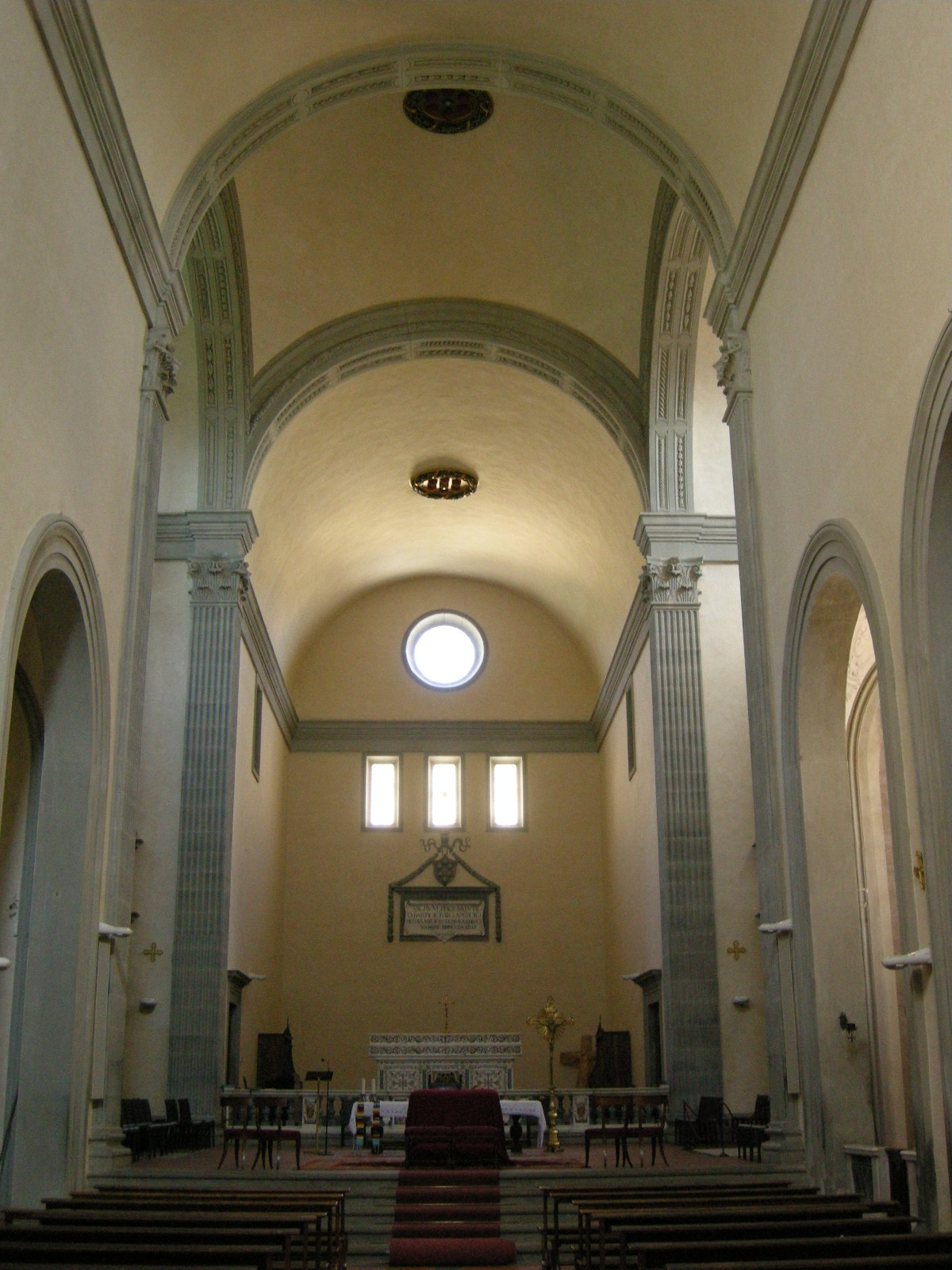
Intérieur.

À l'intérieur, l'église ressemble à un grand et spacieux temple de style Renaissance avec un plan en croix latine. La nef centrale est séparée des deux bas-côtés, plus petits en hauteur et en largeur que le central, par quatre arcs soutenus par des piliers de chaque côté. Une élégante voûte d'ogives émerge à l'intersection des quatre voûtes en berceau de la nef, du transept et de l'abside, avec le blason de la Maison de Médicis au centre, également visible dans la voûte de l'abside.
Deux grands autels latéraux sont appuyés contre les deux murs arrière du bras transversal, encadrés entre deux puissantes colonnes corinthiennes. Deux peintures de Bernardino Campi sont exposées : à gauche du transept, la Crucifixion, prise à l'église San Giovanni dei Genovesi de Milan lors de l'échange d'œuvres entre Florence et Vienne en 1793, et la Flagellation du Christ qui provient d'un quartier florentin, dans le transept droit. Au centre de la profonde abside rectangulaire éclairée par quatre grandes fenêtres - dont une rosace - se trouve l'autel en marbre polychrome réalisé en 1610 par Giovan Battista Cennini d'après un dessin de Pietro Tacca.

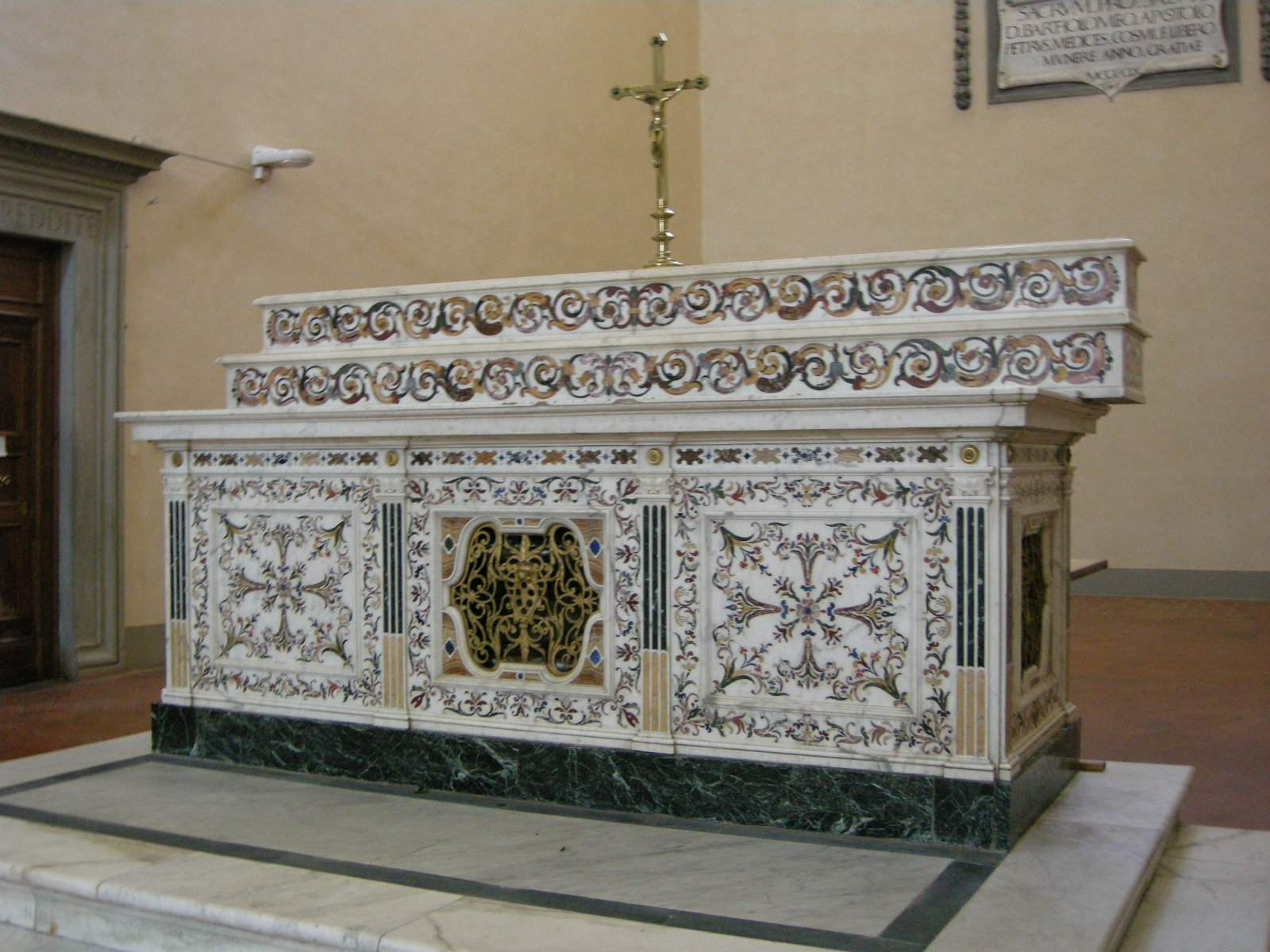
Maître-autel de Giovan Battista Cennini.
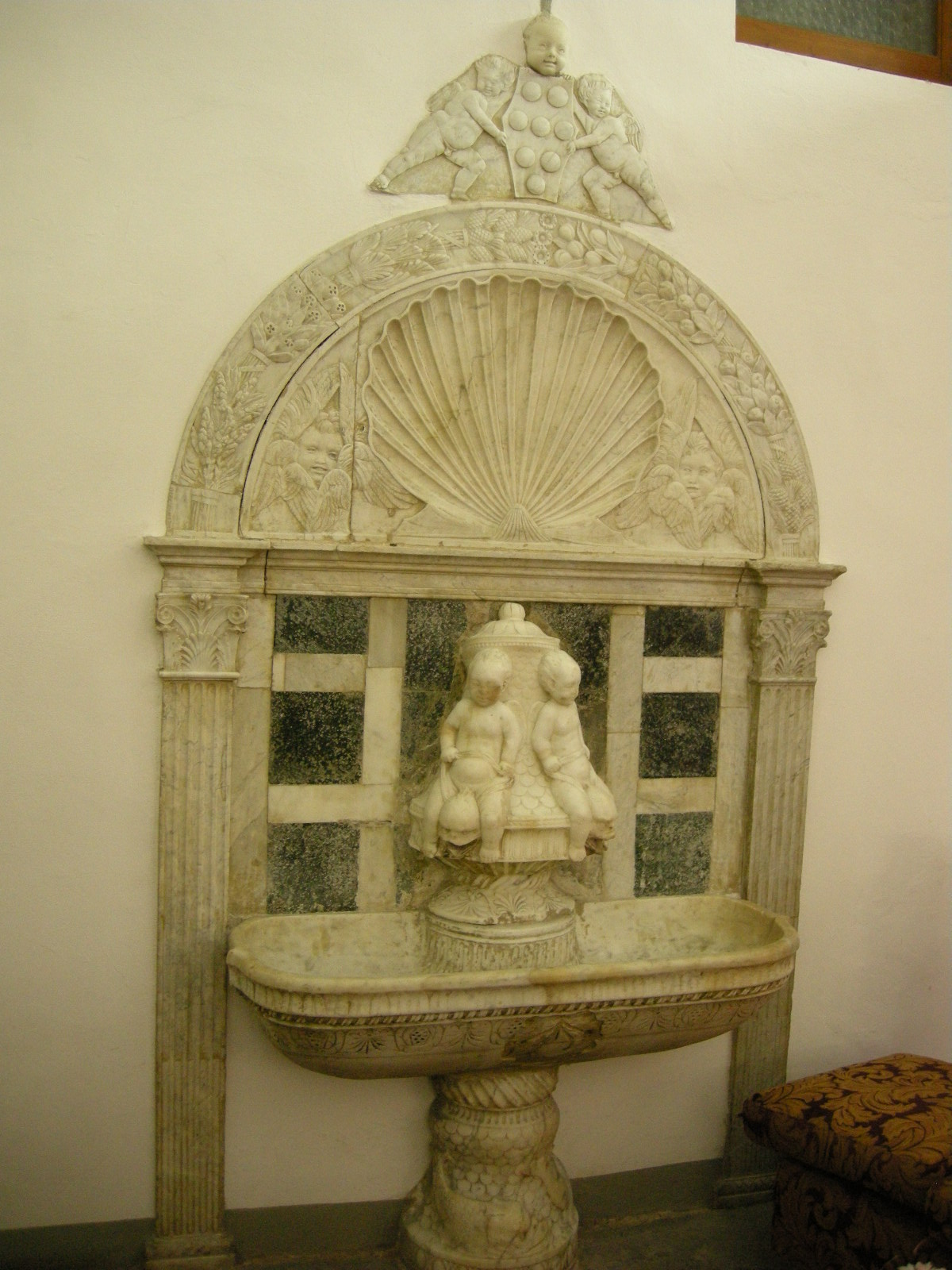
Lavabo Renaissance par Francesco di Simone Ferrucci et Gregorio di Lorenzo (it).
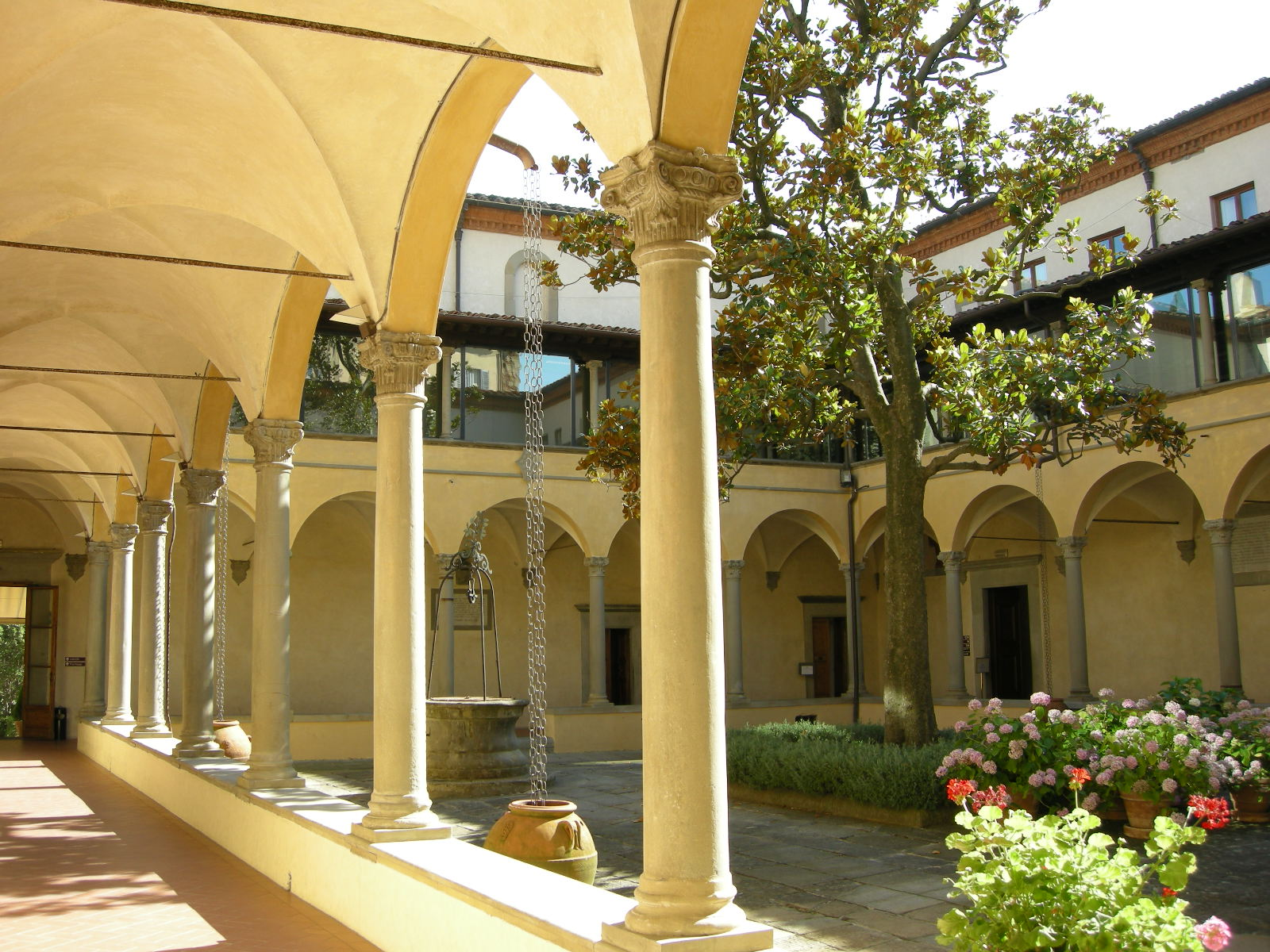
Cloître Renaissance
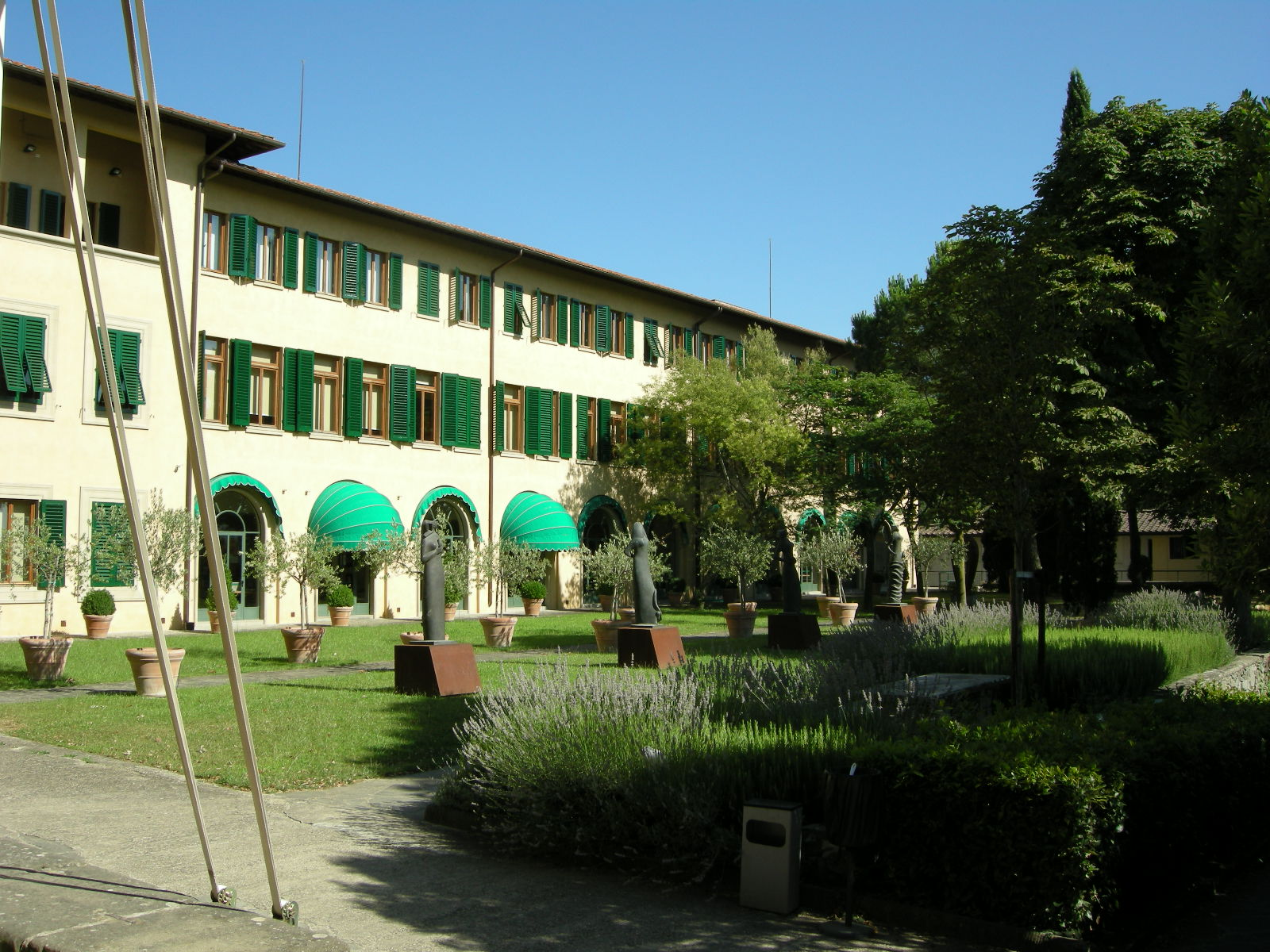
L'ancien monastère.

## Monastère
À droite se trouve l'ancien monastère, aujourd'hui siège de l'Institut universitaire européen. Depuis le cloître Renaissance, un passage permet d'accéder dans le réfectoire où est conservée une fresque de Giovanni da San Giovanni, représentant le Christ nourri par des anges (1629).